# Vincent Persichetti
Vincent Ludwig Persichetti (Filadelfia, 6 de junio de 1915 - Ibíd., 14 de agosto de 1987) fue un compositor, profesor y pianista estadounidense. Persichetti fue conocido por la integración a su propio trabajo de varias nuevas ideas en composición musical, y por haber enseñado a numerosos renombrados compositores en la Academia Juilliard. Sus alumnos incluyen a Steve Reich, Philip Glass, Bruce Haack, Charles L. Bestor, Hall Overton, Karl Korte, Michael Jeffrey Shapiro, Larry Thomas Bell, Richard Danielpour, Kenneth Fuchs, Jing Jing Luo, William Schimmel, Robert Dennis, Peter Schickele, Louis Calabro y Ronald Caltabiano.[cita requerida] Enseñó también composición al director James DePriest en el Conservatorio de Filadelfia.

## Vida
Persichetti nació en Filadelfia, Pensilvania en 1915. A pesar de que sus padres no eran músicos, su educación musical empezó pronto: entró en el Combs College of Music a los cinco años, y allí estudió piano, órgano, contrabajo y, más tarde, teoría de la música y composición con Russell King Miller. Cuando tenía en torno a 10 años, ya se financiaba él mismo su educación acompañando e interpretando; siguió haciéndolo en el instituto, añadiendo a ello el ser organista de iglesia, intérprete orquestal y pianista en la radio. Su primera interpretación en público de un trabajo propio llegó a sus 14 años. Además de su talento musical, el joven Persichetti asistía a una escuela de arte, y siguió siendo un ávido escultor hasta su muerte. Consiguió su título de Grado (Bachelor's degree) en 1936, tras de lo cual se le ofreció una plaza de profesor en el Combs College of Music.
A los 20 años, Persichetti era a la vez jefe del departamento de teoría y composición en Combs, director de orquesta con Fritz Reiner en el Instituto Curtis y estudiante de piano (con Olga Samaroff) y composición en el Conservatorio de Filadelfia. Obtuvo su máster en 1941 y el doctorado en 1945 en Filadelfia, así como un diploma de dirección en el Instituto Curtis. En 1941, cuando todavía era un estudiante, Persichetti ya dirigía el departamento de teoría y composición así como el departamento de estudios de posgrado en Filadelfia. En 1947 William Schuman le concede una plaza de profesor en la Juilliard. Allí enseñó, entre otros, a Einojuhani Rautavaara, Leonardo Balada, Peter Schickele (P. D. Q. Bach), Michael Jeffrey Shapiro, Larry Thomas Bell, Claire Polin, Toshi Ichiyanagi y Philip Glass. Obtuvo la dirección editorial de la casa Elkan-Vogel en 1952.

## Música
Persichetti es una de las figuras principales en la música norteamericana del siglo XX, como profesor y como compositor. En particular, sus Himnos y Responsorios para el Año Litúrgico se han convertido en el modelo de la música coral para iglesia. Su estilo estuvo inicialmente influenciado por Stravinski, Bartók, Hindemith y Copland antes de desarrollar un estilo propio en los años '50.
La música de Persichetti se desarrolla en una gran variedad de estilos compositivos del siglo XX, así como música para Big Band, si bien siempre manteniendo su propia esencia. Su estilo está marcado por el uso de dos elementos que definió como «elegante» (graceful) y «arenoso» (gritty): el primero más lírico y melódico, el segundo marcado e intensamente rítmico. En sus obras utiliza con frecuencia la politonalidad y el pandiatonicismo. Continuó en esta línea a lo largo de toda su carrera compositiva; su música no está marcada por pronunciados cambios estilísticos a lo largo del tiempo (Persichetti afirmó una vez en una entrevista para Musical Quarterly que su música no era «como una mujer, es decir, no tiene períodos»).[cita requerida] Con frecuencia componía en su coche, pegando notas en el volante.
Su música para piano compone la mayor parte de su trabajo creativo: un concierto, un concertino, doce sonatas y muchas otras obras, tanto piezas virtuosísticas como pedagógicas y para principiantes; Persichetti era un hábil pianista. Al contrario que otros compositores, que restringen su producción a composiciones para intérpretes de alto nivel, Persichetti escribió muchas piezas para intérpretes menos expertos, considerando que también debían ser considerados seriamente. Persichetti es también uno de los más importantes compositores para banda sinfónica, con sus 14 trabajos para dicho conjunto. Escribió una ópera, The Sibyl, que fue un fracaso; aunque la música se hacía notar por su color, se echaban de menos los aspectos dramáticos y vocales de la obra. Compuso nueve sinfonías, de las cuales las dos primeras fueron retiradas (al igual que las dos primeras de otros dos grandes compositores norteamericanos de finales de los años '30 y principios de los '40, William Schuman y Peter Mennin) y cuatro cuartetos de cuerda. La mayoría de sus obras están organizadas en series. Una de esas series, una colección de trabajos eminentemente instrumentales titulada Parables («Parábolas»), contiene 25 obras, la mayoría para viento solo, y sus 15 Serenades («Serenatas») incluyen combinaciones de instrumentos poco convencionales, como un trío para trombón, viola y violonchelo.
Además de sus frecuentes apariciones como conferenciante en campus universitarios, escribió el texto de teoría de la música Twentieth Century Harmony: Creative Aspects and Practice («Armonía del Siglo Veinte: Aspectos Creativos y Práctica»), así como una monografía, junto con Flora Rheta Schreiber, sobre William Schuman.

## Selección de obras
- Celebrations, para coro y conjunto de viento, Op. 103.
- Chorale prelude: So Pure the Star, Op. 91.
- Chorale prelude: Turn Not Thy Face, Op. 105.
- Divertimento for Band, Op. 42.
- Flower Songs, para coro mixto y ensamble, Op. 157.
- Masquerade para banda, Op. 102.
- Masques para violín y piano, Op. 99.
- Misa para coro mixto, Op. 84.
- Pageant, Op. 59.
- Parable IX, para banda, Op. 121.
- Pastorade, para quinteto de viento, Op. 151.
- Psalm for Band, Op. 53.
- Symphony No. 6, para banda.
- The Hollow Men, para trompeta y orquesta de cuerda, Op. 25.
- The Sibyl: A Parable of Chicken Little (Parable XX), ópera en un acto, Op. 135.
- Winter Cantata, para coro femenino, flauta y marimba, Op. 97.